# NIH 3T3

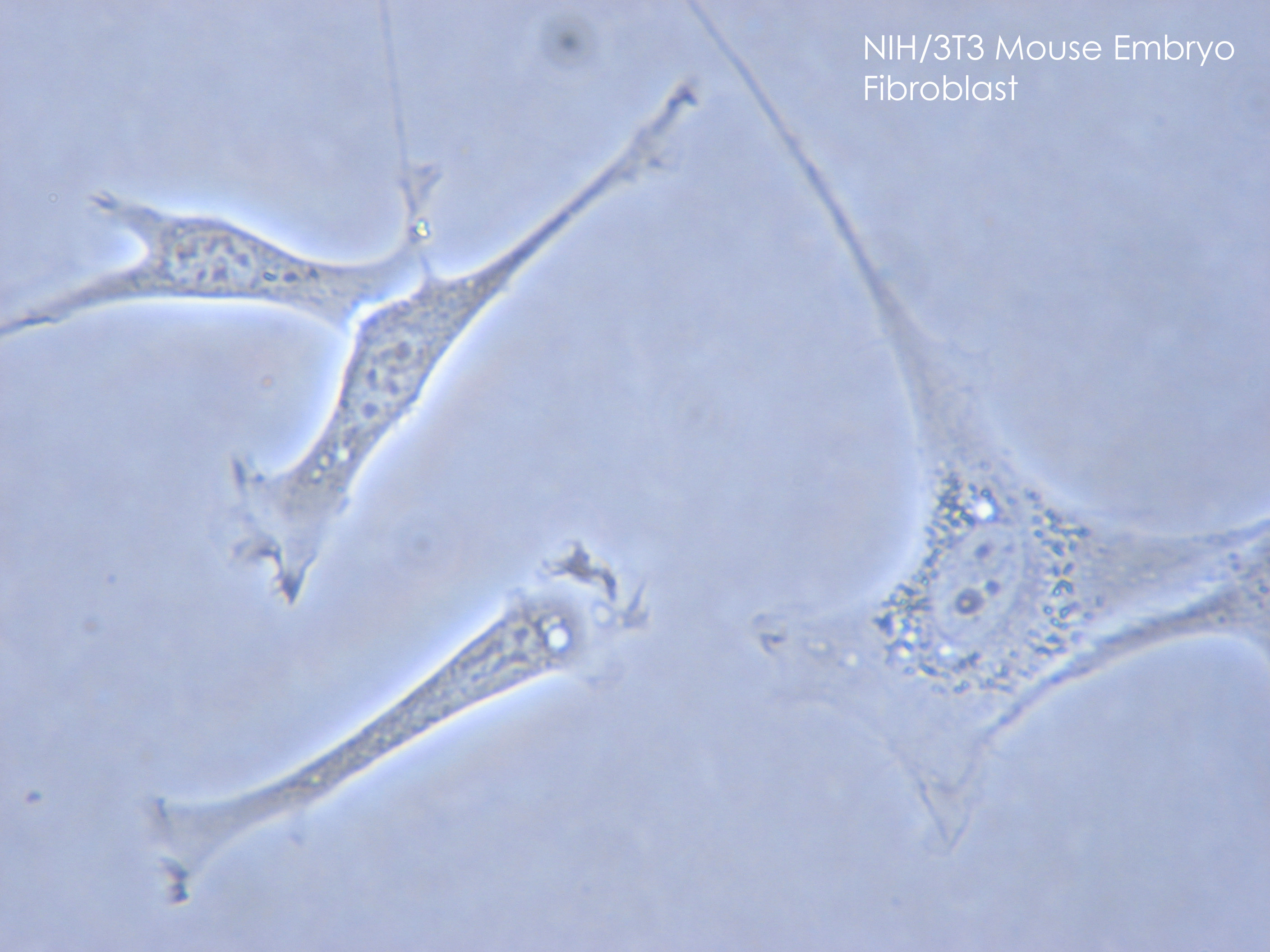
NIH 3T3細胞。可見其形態與普通的成纖維細胞類似，爲梭形

NIH 3T3，亦稱3T3，是一個由紐約大學醫學院病理學系的乔治·托达洛（George Todaro）以及哈沃德·格林（Howard Green）兩名研究人員於1962年構建的永生化細胞系。NIH 3T3細胞的來源是NIH瑞士小鼠（NIH Swiss mice）的胚胎成纖維細胞。其名稱中的3T3指該細胞在建系過程中每3天傳代（transfer）一次，每次接種3 x 105個細胞。在傳代20-30次後，兩名成功人員成功建立了今天的NIH 3T3細胞系。

## 細胞系的建立
3T3細胞由紐約大學醫學院病理學系的兩名學者乔治·托达洛（George Todaro）以及哈沃德·格林（Howard Green）於1962年構建。該細胞的來源是NIH瑞士小鼠（NIH Swiss mice）的胚胎成纖維細胞。他們構建細胞系時，在原代培養後，每3天傳代（transfer）一次，並以3 x 105個細胞每20cm2的密度將細胞鋪到新的組織培養皿中。在傳代20-30次後，他們發現一部分成纖維細胞的生長速度開始加快，隨後，即使再經過多次傳代，這些細胞還是能繼續生長分裂（即這些細胞已經跨越了海弗里克極限，進入了永生化狀態）。他們在1963年報告了這一成果。隨後，該細胞的名稱前面加上了NIH（美國國立衛生研究院）的名字，稱爲NIH 3T3。

## 特性
NIH 3T3細胞通常於添加10%胎牛血清（FBS）的DMEM培養基中培養，根據情況可以向培養基中添加一定量的抗生素，以預防細菌污染。該細胞的細胞週期大約爲18小時。傳代時使用胰蛋白酶消化即可。NIH細胞爲貼壁生長，有接觸抑制現象。在顯微鏡下，可以觀察到培養皿的NIH細胞呈梭形。
NIH 3T3細胞的轉染效率較高，細胞生物學研究者常常將其選作研究模型。對NIH 3T3的基因組分析表明，NIH 3T3細胞爲非整倍體，研究表明，NIH 3T3細胞的染色體數範圍大致在52條到82條之間，大部分（超過70%）NIH 3T3細胞中含有70到78條染色體（正常二倍體小鼠的染色體數爲40) 。